# Хасан, Иса
Иса Хасан, сценический псевдоним — Иса, курд. Issa Hassan (25 декабря 1970, Бейрут, Ливан) — поэт, композитор и бард курдского происхождения. Родился в Ливане; его предки переехали туда из Турции.
Иса — создатель оригинального стиля в музыке. Он соединяет в своём творчестве традиционные мотивы восточных мелодий с элементами фламенко и джаза. В настоящее время живёт во Франции, принимает участие во многих музыкальных фестивалях и конкурсах.

## Дискография
- Gulînar (1995)
- Ballade kurde à Seville (2000)
- Tooting Broadway (2000)
- Art du bouzouk (2001)
- La cinquième saison (2005)